# Poznań Brama Warszawska
Poznań Brama Warszawska – kolejowy przystanek osobowy w Poznaniu, położony na linii kolejowej ze stacji Poznań Wschód do stacji Poznań Malta. Zlikwidowany w 1949.
Dawniej również nazwę Brama Warszawska nosiła wschodnia brama muru okalającego miasto Poznań (stała w miejscu aktualnego Ronda Śródki)